# 0206選擇權價格波動事件
0206選擇權大屠殺事件（又稱：0206期貨大屠殺）是發生在2018年2月6日，台灣期貨市場8點45分台指期以10,643點開出，下跌284點約2.6%，5分鐘後，8點50分，有6檔價外買權、賣權“1秒鐘”拉到漲停 (包括2月9500賣權將近漲停)，8點51分，有5檔價外買、賣權拉到漲停。卻因市場價格異常，造成選擇權保證金的風險指標嚴重偏誤（因為代入了異常的價格來計算），自此，期貨商開始瘋狂強制平倉，選擇權市場陷入一片屠殺，數十檔價外買權（理論上指數下跌時，買權應該同方向下跌）紛紛漲停。

## 市場波動、價格異常
有許多的選擇權商品在1秒之內漲停。

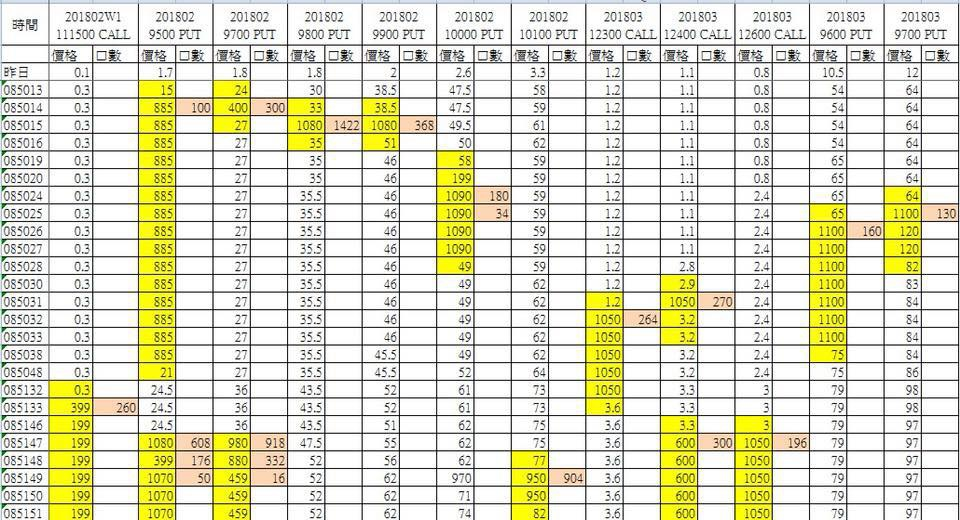
1秒鐘漲停

8時50分13秒，價外2月9500賣權的價格為15，1秒後價格漲為885，漲幅為59倍，較前一天收盤價漲幅為521倍，接著，價外2月9800、9900、10000賣權都跟著大幅上漲。
8時50分15秒，價外2月9800、9900賣權的價格漲為1080，較前一天收盤價漲幅為數百倍。
8時50分24秒，價外2月10000賣權的價格漲為1090；8時50分25秒，價外3月9700賣權的價格漲為1100；8時50分26秒，價外3月9600賣權的價格漲為1100。
此時，台指期下跌約300點，買權應該也要跟著下跌，不料；
8時50分31秒，價外3月12400買權價格漲為1050，較前一天收盤價上漲10,500倍；
8時50分32秒，價外3月12300買權價格漲為1050，相較於前一天收盤價漲幅為10,500倍。

## 事件結果
有許多的選擇權商品在1秒之內，強制被期貨商拉到漲停（漲幅數千倍），所需的保證金瞬間上升好幾倍，期貨商再利用這個漲停部位及錯誤的風險指標，繼續砍倉進而產生蝴蝶效應，不論是看空、還是看多的投資人均受到投資損失。 

### 臺北地檢署按鈴告發
6月28日0206期權自救會到臺灣臺北地方檢察署按鈴告發，希望檢方調查有無禿鷹利用交易機制缺陷牟利，導致散戶損失超過40億元，涉犯《期貨交易法》操縱期貨價格等罪，期交所2018年1月推出台指期貨動態退單機制，卻未把選擇權納入機制，是否讓有心人士利用美股大跌或市場恐慌的情緒發動攻擊，讓價格偏離合理範圍，同時或先行掛出高價或漲停價，等待期貨商強制平倉，引發買賣權雙漲停的荒謬現象。

### 修改期貨契約
0206事件發生以來，期貨商初步達成協議，對特定人調高選擇權保證金20%、停止保證金最佳化、停止整戶風險保證金計收（SPAN）等3大對策，最快將於5月1日全面實施。

#### 全程禁止使用漲跌停價
期貨商公會4月20日發布「期貨商交易及風險控管機制專案」說明代為沖銷部分，新增了當風險指標低於約定比率執行代為沖銷時，第一筆委託單不得使用市價單，第一張委託單倘無法成交，應進行詢價委託，並全程禁止使用漲跌停當日有效單（ROD）委託單。

#### 調高保證金
依中華民國期貨商業同業公會中期商字第1070001593號函規定，107年5月2日實施：自然人、一般法人加收20%保證金。
107年8月1日實施：自然人、一般法人新開立帳戶交易總額不得超過新台幣50萬元，自然人、一般法人分類分級加收保證金比例限制調整，自然人、一般法人『較不流動性商品加收保證金』。

#### 停用SPAN、終止保證金最佳化
依107年4月23日中華民國期貨業商業同業公會中期商字第1070001593號函公告，異動事項如下：自107年6月20日起，原自然人及一般法人將停用SPAN（整戶風險保證金計收方式），及全面終止保證金最佳化。為什麼金管會下令全部停用SPAN? 期貨商為了賺更多的手續費，鼓勵、推廣SPAN讓客戶簽署，讓客戶用十分之一的保證金來下單，隱含投資風險再增加10倍以上。

### 期交所董事長、總經理下台[1]
新任董事長由前財政部長許虞哲、總經理則由櫃買中心副總經理黃炳鈞接任。原董事長劉連煜借調期滿，回政治大學教書，總經理邱文昌退休，這次期交所的人事案，在期貨界看來，是帶著0206選擇權大屠殺爭議下的人事更替。
臺灣證券期貨產業工會副理事長竇偉誠說，期貨商的自營部門肩負「造市」及「操盤獲利」兩種角色，在當天市場價格出現明顯不合理現象之時，自營部門看到了絕佳的獲利機會，而放棄主管機關賦於其造市的義務與責任，從而利用期交所提供造市不用保證金、主機共置等之交易優勢，以高金融科技之電腦AI高頻程式交易坑殺散戶。0206事件引起損失的投資者組成自救會，指控全部的期貨商依規定在同一時間倒出全部客戶的全部單子，並且全部以市價平倉，是走遊戲規則漏洞。

## 金管會處分期貨商
金管會2019年3月7日表示，0206大屠殺事件發生後，證期局花了很多工夫去了解情況，並針對各家期貨商的內控、內稽等作業進行查核，是否有違反法令及缺失需要改進，最後整理出9項主要缺失事項，並對有違反法令及缺失的17家期貨商處以罰鍰。 

### 九大缺失
本次經查核發現期貨商主要缺失事項，包括
1. 當日未進行高風險帳戶通知即執行代為沖銷作業、未確實沖銷交易人全部部位、未依期貨公會建議之合理方式處理交易人垂直價差部位（免繳保證金只需權利金的垂直價差單，或有繳保證金的垂直價差單）、未保留107年2月6日當日執行代為沖銷之相關資料、
2. 未確實執行營業場所外開戶前置作業、
3. 受理客戶申辦SPAN所需檢附之資料不完整、
4. 未確實執行同一IP位址之查核、
5. 未確實執行內部稽核作業、
6. 對交易人所為交易事項之查詢，未為處理、
7. 期貨自營業務之不活絡契約交易申請書，簽報決行層級不符內部規定、
8. 期貨自營業務之內部控制制度設計及執行之有效性不足、
9. 期貨自營部門配合證券業務部門持有之現貨從事利率避險交易，其營業及會計未獨立。

### 期貨商違反期貨管理法令進行裁處
(一) 金管會前已先行就部分期貨經紀商2月6日當天與執行代沖銷爭議案件無涉之內部控制缺失（包括未於客戶違約當日以自有資金墊付差額、延遲申報違約或違反規定提供客戶買賣建議等），核處3家期貨商罰鍰金額計新臺幣（以下同）96萬元在案。  
(二) 本次經綜合考量期貨商違規情節及其與交易人和解協商情形，就執行代為沖銷等違反內控制度缺失部分，已作成行政處分，核處10家期貨經紀商罰鍰合計468萬元、4家期貨交易輔助人合計66萬元及1家期貨自營商（元大證）48萬元，本次裁處金額共計582萬元，加計上開前已處分者，罰鍰金額共達678萬元。 前後遭裁罰業者包括康和期、大昌期、元富期、元大期、國票期、凱基期、統一期、華南期、永豐期、中信證等10家期貨經紀商，康和證、大昌證、國票證、元富證4家期貨交易輔助人。其中，康和集團旗下康和證券、康和期貨合計遭裁罰240萬元最高，元大集團旗下元大證券、元大期貨合計遭裁罰84萬元居次，大昌集團旗下大昌證券、大昌期貨合計遭裁罰78萬元位居第3。

### 0206事件的元凶
金管會歸因於美股下跌影響，台股終場重挫逾500點，交易人保證金不足。賣出賣權的異常（做空），垂直價差單組合的異常，SPAN 極端涵蓋損失率保證的異常，不分商品屬性整戶沖銷，都是錯誤的風險指標與期貨商以市價沖銷所造成。金管會、期交所都已經證實: 現貨9:00開盤前，巨幅失衡是期貨商風險指標及市價沖銷所導致的骨牌效應。有關市價沖銷的巨大風險及瞬間巨幅波動導致價格不公正，皆早有交易實務之證實，期交所、金管會未能即時反應，恐為而導致0206選擇權大屠殺因素之一。

## 強制平倉的法律問題
期交所臺期結字第 10603002750 號函「為確保期貨交易人之權益，避免引起期貨交易糾紛，期貨商及期貨交易輔助人辦理保證金追繳及代為沖銷事宜」，然而，2750 號函以逐秒、逐分或逐時計算交易人權益及保證金專戶之存款餘額，作為代為沖銷之規定明顯牴觸期貨交易法第67條、期貨商管理規則第 48 條、期交所業務規則第57條第一項。  

### 「逐日」計算其保證金餘額
期貨交易法第 67 條「期貨商受委託進行期貨交易時，應向期貨交易人收取交易保證金或權利金，並設置客戶明細帳，逐日計算其餘額。」
期交所每一商品交易規則規定「…通知委託人於限期內以現金補繳其保證金帳戶餘額與其未了結部位所應繳交易保證金總額間之差額」，每一商品交易規則對於代為沖銷作業均有詳細權益計算規定。又期貨商管理規則第 48 條第一項規定「…逐日計算每一客戶保證金專戶存款與有價證券餘額…」；第 48 條第二項規定「期貨商為前項之計算後，應依下列方式處理」其第三款「客戶保證金專戶之存款餘額與有價證券抵繳金額合計數低於維持保證金之數額時，應即通知其繳交追加保證金至原始保證金額度」； 
期交所業務規則第57條第一項「期貨商受託從事期貨交易應逐日計算每一委託人之保證金專戶存款餘額及有價證券抵繳金額合計數，其低於受託契約約定之維持保證金時，應即通知委託人於限期內以現金補繳其保證金專戶存款餘額及有價證券抵繳金額合計數與其未了結部位原始保證金總額間之差額。」； 
相關法令規定皆無逐秒、逐分或逐時計算交易人權益及保證金專戶之存款餘額作為代為沖銷之規定，係確保交易公正價格與給予交易人公平的補繳作業時間。

## 0206期貨選擇權自救會陳情
0206期貨選擇權自救會成立宗旨，不容金融財團為追求利益，自訂規則擾亂市場價格秩序，掠奪消費者畢身積蓄，追求公平交易健全市場。
選擇權受害自救會歸納0206事件的幾大受害類型: 1.期貨商並未發出追繳通知，就逕行砍倉；2.是有發出追繳通知，但卻在一分鐘之內就砍倉，未給投資人補繳保證金機會；3.是不論多空都隨便砍倉；4.是明明有繳保證金的價差單，但卻不論空頭或多頭，一律強制平倉；5.是明明是看空部位，反而被期貨商砍到虧損；6.是風險指標亂算，以致被整戶平倉；7.是使用券商所提供的SPAN計算保證金，結果遭強制平倉之後，說不出當天如何計算使用SPAN的方法；8.是使用券商提供的「最佳保證金」計算，保證金還夠仍被強制平倉。
3月6日前往證期局陳情，要求調查期貨商是否坑殺散戶，並揚言提告期交所，證期局表示會積極處理，並請投保中心調處。台股2月6日重挫500多點，很多投資人以為做空台指選擇權可以大賺，但是台股暴跌，期貨市場跟著出現恐慌性殺盤，讓期貨商啟動強制平倉；而期貨商啟動強制平倉措施後，根據統計，當時期貨商申報違約金就高達 14.4 億元，創下歷史新高紀錄。
4月11日在證期局陳情抗議，並提出3點訴求，包括召開期貨商和受害者的協調會、金管會應該要主動調查，期交所違反期交法第16條、金檢應該要主動調查，0206市場禿鷹不當得利和內線交易。分析0206選擇權大屠殺的主要原因有3點，一，期貨商內控不良，二，期交所交易制度缺陷，三，禿鷹利用漏洞大吸血。在期貨商內控的部分，部分期貨商並未落實客戶財務徵信，即提供一般投資人SPAN（整戶風險保證金計收方式）以及保證金最佳化，價格只要有一點波動，馬上面臨斷頭的窘境。
6月14日，金管會將處份期貨商。立委江永昌今天早上招開「強化金融消費評議中心功能」公聽會，證期局長王詠心表示，這件事件過程中，對期貨商缺失已經給陳述意見了，陳述意見後，會整體作處份。期貨選擇權受害人代表說，當天發生買權和賣權同時漲停，背離金融市場理論，更傷害投資人對金管會的信任。 
7月3日，早上金管會主委顧立雄出席「2018年前瞻新資本市場論壇」活動，會後遭多名期貨選擇權投資人包圍抗議，現場爆發推擠，顧立雄一度動彈不得，進退維谷。但事件爆發四個多月以來，期貨公會與期交所陸續修改規定，修正內控內稽作業流程，補正交易制度的漏洞與缺失，卻遲遲未對受害人提出補償措施，期權受害人要求金管會出面主持公道並協助受害人求償。

8月6日，0206選擇權崩盤事件發生至今剛好屆滿半年，所有責任歸屬都還未有明確結論，期權受害人自救會數十名投資人，今日赴期貨公會理事長糜以雍所屬的凱基期貨母公司抗議，表示金管會證期局已要求各期貨商與投資人協商，唯有凱基期貨態度強硬，訴求凱基期貨負起責任。 
9月7日上午近百名自救會期權投資人包圍期交所怒喊「停止放任有瑕疵的期權商品繼續在市場上買賣」、「別讓秃鷹一直存在」，希望新任期交所的董事長許虞哲可以聽見。自救會希望主管機關能啟動調查，當天是哪些期貨商蓄意影響價格，是否在當天市場價格出現明顯不合理現象時，利用程式交易坑殺散戶，風控人員強制平倉之時，自營部們高掛賣單坑殺散戶；此外，也認為期貨商的態度相當傲慢，完全不理會，期交所更是踢皮球，要他們到投保中心去，卻完全沒有下文。
10月18日期權受害投資人包圍金管會門口抗議，要求金管會主委顧立雄出來面對，並指控證期局「官商勾結」，當中不少投資人情緒激動，一度衝進金管會大門，與警方發生激烈衝突！0206當天期貨商以市價沖銷保證金不足的客戶單子，造成期貨選擇買賣權同時漲停，也讓不少散戶慘賠。
108年3月8日，0206期權受害投資人要求行政院長蘇貞昌主持公道，召集人范孝明表示，0206是被期貨商強買強賣，但投資人向政府申訴得到的結果，都是要投資人自行跟期貨商協商糾紛，證期局給法院的公文也都是有利於對期貨商，不利法院的判決，讓許多投資人傾家蕩產，求助無門。事實上期貨商有違法之處，就是在砍倉時未通知投資，一秒就砍倉，讓平盤立即拉到漲停，砍倉制度造成無辜受害者龐大損失。律師劉作時表示，期交所容許0206屠殺投資人事件發生，要負完全責任，事發後投保中心基於保護交易人的職責，原本應該立案也不立案，讓投資人求助無門，造成40億損失，希望行政院基於金管會的上司，而金管會身為期交所、證期局跟期貨公會的監督主管機關，應該重新檢討0206事件發生始末。

## 國外交易所處理市場失序

### 美國
美股道瓊工業指數2010年5月6日疑因錯帳烏龍，狂跌近千點後再急拉600多點，華爾街股市一片哀號聲，那斯達克OMX集團隨即宣布取消當天劇烈震盪的二十分鐘內、漲跌幅超過六成的交易；紐約證交所也表示，取消在紐約證交所Arca平台上同一段時間漲跌超過60%的所有電子交易。2010年5月6日下午道瓊工業指數在數分鐘內暴跌逾千點的閃崩事件發生前，薩勞（Navinder Sarao）即先行敲進規模約2億美元的E-mini S&P 500期貨空單合約，佔當天空單量20~29%，並於午後撤單前修改訂單達1.9萬次，美國商品期貨交易委員會指出，薩勞應對道瓊閃崩負重大責任，因為他的行為造成市場失衡。

### 以色列
特拉維夫證券交易所的1位人員輸入錯誤，以色列最大控股公司Israel Corporation市值幾乎全數抹去，導致Tel Aviv 25指數在5分鐘內立刻崩跌2.5%。錯誤下單事件在當地時間周日中午12點20分引發股市小型崩盤。不過這5分鐘之內的交易，稍後被宣布全部作廢。

### 俄羅斯
CNN: 莫斯科外匯交易中心突然宣布，當日美元兌盧布即期報價超過64.45的成交全部作廢，理由是超過了交易所設定的風險管理控制線。此舉引發大規模抗議，一小時後，首都數千名投資者聚集並沖擊交易所未果。由於離岸市場仍在交易，俄交易所舉動加大了國內投資者對價差損失和無法及時止損的恐懼。

## 相關單位聲明

### 金管會證期局
‘0206事件 證期局將行政處分’，今年2月6日發生期貨選擇權買權、賣權同時漲停，不少投資人被強制平倉，損失慘重，金管會證期局局長王詠心6月14日在立法院表示，客戶被迫認損的過程中，有期貨商瑕疵比較明顯，已要求業者優先處理與客戶的爭議，同時證期局已陸續要求5家以上期貨商陳述意見，將作出整體的行政處分。
0206選擇權事件，證期局: 期貨商未維護客戶權益，8月6日金融監督管理委員會證券期貨局表示，2月6日台股大跌，純做空的台股指數選擇權交易人方向做對了，卻因市場價格異常，使保證金的維持率不足，遭期貨商強制平倉，且因平倉在極差價位，造成嚴重損失。證期局指出，雖然期貨商依規定強制平倉，其實還是可以避免將客戶選擇權砍在較差價位，但2月6日當天期貨商沒能照顧好自己的客戶，將會對期貨商做出處分。

### 期交所
02/13期交所表示，2月6日當天，期貨商因交易人權益數負值，將未沖銷部位「全部沖銷」，導致選擇權價格出現大幅波動，有較多交易人出現超額損失，期貨商申報交易人較大違約金額。期貨商在執行砍倉過程中，因當時市場行情波動較大，深價外買權因期貨商以市價或漲停限價砍倉，使價格出現逆向上漲。

### 期貨公會
02/28期貨公會主管表示，期貨商依照規定平倉，但外界沒有交易資料，因此究竟平倉結果合不合理，無法回答。
期貨公會指出，由於市場價格係期交所依當時供需狀況撮合原則下之成交價格，對於執行代為沖銷下單時委託單及價格之各種結果，實非期貨商所能控制。
期貨公會聲明指出，執行保證金追繳甚至代為沖銷必然導致客戶的不便與不滿，且客戶產生超額損失時期貨商必須先以自有資金向期交所完成結算，客戶無法足額清償時將成為期貨商的損失；期貨商在心態與想法上均不願讓客戶的損失擴大，但因為未來的行情走勢沒有人能預測，代為沖銷不存在一個處於任何行情走勢之下，都能保證客戶損失極小化的思考邏輯與固定程序。

## 敗訴
在臺灣高等法院105年上易字第948號民事判決中，身為本事件受害者之一的程姓上訴人就選擇權交易系統之設計是否有瑕疵、被上訴人有無操弄市場價位均未能舉證，指控均被認定係主觀臆測，遭法院判決敗訴，反訴亦被駁回，後經臺灣高等法院106年再易字第52號民事判決確定，共須補繳保證金58萬0,488元及法定遲延利息。